# 武蔵野水滸伝
『武蔵野水滸伝』（むさしのすいこでん）は、山田風太郎の時代小説。1974年に発表された忍法帖シリーズの第27長編。

## 物語
天保時代、新たな関八州取締役の選抜が行われ、名高い剣豪が候補に挙がる。候補は16名、なれるのは8名。立ち会い勝った者が関八州取締役になれる。ところが、試験の会場に南無扇子丸という奇怪な人物が乱入した。

## 登場人物

### 取締役人
- 遠山銀四郎 - 主人公。関八州取締役の元締め。「桜吹雪の金さん」こと北町奉行・遠山左衛門尉の息子。
- お耀 - 南町奉行の息女。銀四郎に惹かれている。

### 幻法使い
- 南無扇子丸 - 「幻法知行散乱」を使う妖艶な若衆。男女問わず相手と入れ替わる事ができる為、老衰から逃れ江戸開闢から半永久の時を生きる。

### 任侠
- 国定忠治（くにさだ ちゅうじ） - 上野国国定村出身の渡世人。
- 清水の次郎長 - 清水港の大親分。本名は山本長五郎。
- 森の石松 - 隻眼の博徒。金毘羅代参を描いた「石松三十石船」の「寿司食いねえ」逸話で有名。
- 武居の吃安 - 「ど、ど、ど」と吃って人を斬る任侠。
- 小金井の小次郎 - 生家は武蔵小金井の名主。三光院にある墓碑銘は山岡鉄舟が書いている。
- 笹川繁蔵 - 千賀ノ浦部屋の力士上がりの大親分。下総国笹川にある商人宿で花会(親分衆のみを客とした賭場)を開く[2]。
- 大前田栄五郎 - 上野国大前田村の賭博好きの侠客。兄・要吉もバクチ打ち。
- 飯岡助五郎 - 下総国飯岡で漁師の二男や三男を子分にして一家をなす親分。護岸工事にも積極的に取り組んだ。

### 剣豪
- 島田虎之助 - 儒教や禅を取り入れた直心影流の剣士。
- 大石進 - 5尺3寸の長竹刀を使用。強烈な突きを得意とする。
- 勝小吉（惟寅） - 勝海舟の父。着道楽で、喧嘩を好んだが、『夢酔独言』などの著作もある。
- 男谷精一郎 - 勝海舟の従兄弟。温厚な人格者で「君子の剣」と称される。麻布の米沢新田藩江戸藩邸近くに屋敷があり道場も開く。
- 平手造酒 - 酒乱で病気（胸の病）持ちの剣豪。香取の名主宅に道場を開いていた。
- 千葉周作 - 「技の千葉」。竹刀と防具を用いた打ち込み稽古を重視。北辰一刀流。
- 千葉奇蘇太郎 - 千葉周作の長男。弟に千葉栄次郎らがいる。
- 斎藤弥九郎 - 「力の斎藤」。強かに渾身の一撃のみを一本として、技ありを採らない。
- 斎藤新太郎 - 斎藤弥九郎の長男。父より剣術を学び、文学、書画にも秀でていた。神道無念流の立居合も使う。
- 桃井春蔵 - 「位の桃井」。品格第一の教義を旨とした。
- 伊庭軍兵衛 - 「家の伊庭」[3]。心形刀流中興の祖。道場「練武館」は老中・大名も門人となった。
- 浅利又七郎 -　中西派一刀流。小浜藩江戸屋敷の剣術指南役。
- 高柳又四郎 - 「音無しの剣」の使い手。大石進の「長竹刀」に対し、「器械には器械を以て対す」と嘯き、直径が1尺2寸もある鍔で対決する。
- 樋口十郎左衛門 - 馬庭念流。桃山時代に樋口定次が興した念流を元に、剣術を中心に長刀術（薙刀術）、槍術も伝える古武道の流派。
- 物外（拳骨和尚） - 曹洞宗の僧侶、武術家。特に鎖鎌と柔術を得意とする。
- 秋山要助 - 扶桑念流（扶桑無念流）の祖。佐野、水戸、伊勢崎など各地に道場を開いた。

### その他
- 勝義邦 - 若き日の麟太郎（勝海舟）。若山勿堂から山鹿流兵学を習んでいる。生家は旧・吉良義央邸に近い。
- 海女のお伏 - 時間を超越する扇子丸の前に立ちはだかるラスボス。

## 作品の題材・原典
- 天保水滸伝
- 水滸伝

## 特徴
- 作中に「幻法」が登場するのは本作と『飛騨忍法帖（飛騨幻法帖）』のみである。

## 書誌情報
- 武蔵野水滸伝（富士見書房 1993年）
- 武蔵野水滸伝（小学館文庫 1999年） 解説：菊地秀行